# Малачинська Марія Йосипівна
Марія Йосипівна Малачинська (нар. 7 квітня 1978, Львів) — Заслужений лікар України, кандидат медичних наук, директор КНП ЛОР «Львівський обласний клінічний перинатальний центр», магістр державного управління, спеціаліст вищої категорії з організації та управління охороною здоров'я, доцент кафедри акушерства, гінекології та перинатології ФПДО Львівського національного медичного університету ім. Данила Галицького; Головний експерт Департаменту охорони здоров'я з репродуктивного здоров'я та планування сім'ї ЛОДА; лікар акушер-гінеколог вищої категорії, лікар ультразвукової діагностики вищої категорії, репродуктолог.

## Освіта
- 1995—2001 рр. — Львівський державний медичний університет імені Данила Галицького. Закінчила медичний факультет за спеціальністю «Лікувальна справа».
- 2001—2003 рр. — магістратура у Львівському національному медичному університеті імені Данила Галицького кафедри акушерства, гінекології та перинатології ФПДО.
- 2003—2006 рр. — аспірантура у Львівському національному медичному університеті імені Данила Галицького ЛНМУ зі спеціальності «Акушерство та гінекологія».
- 2015 р. — закінчила Львівський регіональний інститут державного управління Національної академії Державного управління при Президентові України, отримала повну вищу освіту за спеціальністю «Державне управління» та здобула кваліфікацію магістра державного управління.

## Трудова діяльність
- З лютого 2019 р. — директор КНП ЛОР «Львівський обласний клінічний перинатальний центр», який очолила після перемоги у конкурсі на заміщення вакантної посади керівника зазначеного закладу.
- 2018—2019 рр. — директор КНП ЛОР «Львівський обласний центр репродуктивного здоров'я населення» у зв'язку з реорганізацією шляхом перетворення (рішення ЛОР від 17 квітня 2018 р. № 669).
- 2015—2018 рр. — директор КЗ ЛОР «Львівський обласний центр репродуктивного здоров'я населення».
- 2011—2015 рр. — в.о. директора КЗ ЛОР «Львівський обласний центр репродуктивного здоров'я населення».
- 2004—2019 рр. — лікар УЗД у «Львівському обласному центрі репродуктивного здоров'я населення» (за сумісництвом).
- 2001—2003 рр. — лікар-інтерн акушер-гінеколог на базі Львівського обласного перинатального центру.

## Наукова діяльність
- З лютого 2014 р. по даний час — доцент кафедри акушерства, гінекології та перинатології ФПДО Львівського національного медичного університету імені Данила Галицького (за сумісництвом).
- 2007—2014 рр. — асистент кафедри акушерства, гінекології та перинатології ФПДО Львівського національного медичного університету імені Данила Галицького.
- 2003—2007 рр. — старший лаборант кафедри акушерства, гінекології та перинатології ФПДО Львівського національного медичного університету імені Данила Галицького.

У вересні 2007 року успішно захистила дисертацію на здобуття наукового ступеня кандидата медичних наук. Тема дисертації: «Реабілітація генеративної функції жінок зі звичним невиношуванням і гестаційною трофобластичною хворобою (пухирним занеском) в анамнезі», науковий керівник: доктор медичних наук, професор Пирогова Віра Іванівна.
Автор та співавтор понад 40 наукових праць і публікацій та багатьох статтей у науково-популярних виданнях.

## Наукові праці, статті, публікації та навчальні посібники
- Реабілітація генеративної функції жінок зі звичним невиношуванням і гестаційною трофобластичною хворобою (пухирним занеском) в анамнезі: автореф. дис. канд. мед. наук: 14.01.01 / Марія Йосипівна Малачинська; В.о. Львівський національний медичний університет імені Данила Галицького. — Львів: б.в., 2007. — 20 с., 100 пр.
- Ультрасонографія в акушерстві. Навчальний посібник. — Львів, 2009. — 84 с. — Пирогова В. І., Ошуркевич О. Є., Корінець Я. М., Шурпяк С. О., Малачинська М. Й.
- Гестаційна трофобластична хвороба: сучасні аспекти діагностики та лікування (стаття) Практична медицина. — 2003. — № 2 (том ІХ). — С. 3—6. — Пирогова В. І., Голота Л. І., Малачинська М. Й.
- Диференційна діагностика ускладнень вагітності та трофобластичної хвороби у І—ІІ триместрі вагітності Тези доповідей 65-ї студентської наукової конференції. — Львів, 2004. — С. 21. — Пирогова В. І., Малачинська М. Й.
- Ультразвукові маркери вагітності, ускладненої розвитком трофобластичної хвороби (тези) Актуальні питання сучасної медицини: Тези доповідей 59-ї науково-практичної конференції студентів та молодих вчених з міжн. участю. — Київ, 2005. — С. 17. — Пирогова В. І., Малачинська М. Й.
- Клініко-ультразвукова діагностики вагітності, що не розвивається та пухирного занеску (тези) Тези доповідей II-ї наукової конференції студентів та молодих вчених з міжн. участю. — Вінниця, 2005. — С. 187—188. — Пирогова В. І., Малачинська М. Й.
- Пухирний занесок — аналіз клінічних підходів до діагностики та ведення хворих (стаття)// Вісник наукових досліджень. — 2005. — № 2. — С. 35—36. — Пирогова В. І., Малачинська М. Й.
- Допоміжні методи діагностики трофобластичної хвороби (стаття) Ультразвукові дослідження в хірургії. Міжнародна науково-практична школа семінар. Тези. 15-20 травня 2005. — Судак, Крим. — С. 78—79. — Пирогова В. І., Малачинська М. Й.
- Клініко-анамнестичні особливості при вагітності, що не розвивається та пухирному занеску (стаття) Практична медицина. — 2006. — Т. 12. — № 4. — С. 6—10. — Пирогова В. І., Малачинська М. Й.
- Реабілітація генеративної функції жінок зі звичним невиношуванням, які перенесли гестаційну трофобластичну хворобу (стаття) // Практична медицина. — 2006. — Т. 12. — № 5. — С. 21—25. — Пирогова В. І., Малачинська М. Й.
- Викидень, який не відбувся, при оклюзії зовнішнього вічка. Диференційна УЗ діагностика III конгрес української асоціації фахівців з ультразвукової діагностики. 9-11 червня Одеса, 2008 р. — Шкредов С. М., Малачинська М. Й.
- Диференційна діагностика патологічного перебігу вагітності на ранніх термінах (стаття) // Збірник наукових праць Асоціації акушерів-гінекологів України. —Київ, «Інтермед». — 2009. — С. 441—444.. — Пирогова В. І., Малачинська М. Й., Вереснюк Н. С.
- Сучасні підходи до диференціальної діагностики гіперпролактинеміч-них станів у жінок репродуктивного віку (стаття) // Практична медицина. — 2010. — № 3 (том XVI). — С. 3—13. — Пирогова В. І., Малачинська М. Й., Вереснюк Н. С.
- Клініко-діагностичні критерії вагітності, ускладненої кровотечею на ранніх термінах (стаття) Перинатальна охорона плода: проблеми, наслідки, перспективи / Матеріали конференції. — Чернівці, 2011. — С. 109—111. — Пирогова В. І., Малачинська М. Й., Вереснюк Н. С., Шурпяк С. О.
- Антенатальні аспекти безсимптомної бактеріурії (стаття) // Таврический медико-биологический вестник. — 2011. — Том 14, № 3 (ч.2). — С. 256. — Пирогова В. І., Вардзаль І. Р., Малачинська М. Й.
- Роль і місце противірусної терапії в преконцепційній підготовці жінок із синдромом втрати плода (стаття) // Здоровье женщины. — 2011. — № 3 (59). — С. 127—132. — Шурпяк С. О., Пирогова В. І., Охабська І. І., Слічна Н. П., Малачинська М. Й.
- Диференційовані підходи до реабілітації репродуктивної функції у пацієнток з лейоміомою матки // Таврический медико-биологический вестник. — 2012. — Том 15, № 2, ч. 2 (58). — С. 42—44. — Пирогова В. І., Малачинська М. Й., Вереснюк Н. С., Томич М. В., Верніковський І. В.
- Роль гістероскопії в оптимізації діагностики та лікування вад розвитку матки у жінок із безпліддям та звиклим невиношуванням Таврический медико-биологический вестник. — 2013. — Т. 16, № 2, ч. 2 (62). — С. 232—233. — Пирогова В. І., Верніковський І. В., Баран М. Б., Вереснюк Н. С., Малачинська М. Й.
- Эффективность наложения лапароскопического цервикального серкляжа у пациентки с привычным невынашиванием беременности (клинический случай). Материалы XXVI международного конгресса с курсом эндоскопии «Новые технологии в диагностике и лечении гинекологических заболеваний». — 2013. — С. 124—126. — Пирогова В. І., Верніковський І. В., Вереснюк Н. С., Малачинська М. Й. (рос.)
- Застосування препарата Мастодинон для корекції передменструального синдрому з переважанням мастодинії у жінок фертильного віку з функціональною гіперпролактинемією (стаття) // Здоровье женщины. — 2013. — № 6 (82). — С. 125—127. — Пирогова В. І., Вереснюк Н. С., Малачинська М. Й., Шурпяк С. О.
- Laparoscopic cervical cerclage in patient with recurrent pregnancy loss (clinical case). 22-nd Annual Congress ESGE Berlin 16-19.10.2013. — Pyrohova V., Vernikovskyy I., Veresnyuk N., Malachynska M. (англ.)
- Варикозна хвороба вен малого таза і синдром хронічного тазового болю — діагностично-лікувальні аспекти (стаття) // Здоровье женщины. — 2014. — № 4 (90). — С. 30—34. — Пирогова В. І., Шурпяк С. О., Малачинська М. Й.
- Порушення репродуктивного здоров'я у пацієнток з аномаліями розвитку матки (тези) // Репродуктивная эндокринология. — 2014. — № 2 (16). — С. 116. — Пирогова В. І., Вереснюк Н. С., Малачинська М. Й.
- Профілактика запальних ускладнень під час проведення амбулаторної хірургічної гістероскопії Здоров'я України. — 2014. — № 4 (16). — С. 38—39. — Пирогова В. І., Вереснюк Н. С., Шурпяк С. О., Малачинська М. Й.
- Функціональний стан яєчників після лапароскопічних втручань // Здоровье женщины. — 2015. — № 1 (97). — С. 158—159. — Малачинська М. Й.
- Офісна гістероскопія — питання профілактики запальних ускладнень // Здоровье женщины. — 2015. — № 3 (99). — С. 626—627. — Малачинська М. Й.
- Пухирний занесок — клінічні аспекти діагностично-лікувальної тактики // Здоровье женщины. — 2015. — № 3 (99). — С. 227—228. — Малачинська М. Й.
- Ефективна фітотерапія клімактеричних порушень // Акушерство, гінекологія, генетика. — 2015. — № 1 (1). — С. 69—72. — Пирогова В. І., Вереснюк Н. С., Малачинська М. Й.
- Analysis Of Real-World Database: Endometriosis Treatment Practice In Ukraine ISPOR 21-st Annual International Meeting Research Abstracts. — 2016. — P. 176. — O. Piniazhko, O. Zaliska, V. Pyrohova, N. Veresnyuk, I. Vernikovskyy, M. Malachynska. (англ.)
- Real-Life Evidence In The Treatment Of Gynecological Diseases In Ukraine: Use In Decision making ISPOR 21-st Annual International Meeting Research Abstracts. — 2016. — P. 176. — O. Piniazhko, O. Zaliska, V. Pyrohova, N. Veresnyuk, N. Van Doeveren, M. Malachynska. (англ.)
- Assessing real consumption of medications for fertility treatments in Ukraine ISPOR 19-st Annual European Congress Research Abstracts. — 2016. — P. A 405. — O. Piniazhko, O. Zaliska, B. Vons, V. Pyrohova, N. Veresnyuk, M. Malachynska. (англ.)
- Особливості диференційної діагностики аномалій розвитку матки. Збірник наукових праць асоціації акушерів-гінекологів України. Рівне ПП «Естеро». — 2017. — № 1 (39). — С. 8—12. — Пирогова В. І., Вереснюк Н. С., Малачинська М. Й.
- Спосіб діагностики аномалій розвитку матки. Патент 114515 U Україна, МПК А61B 8/00. — Пирогова В. І., Вереснюк Н. С., Малачинська М. Й.
- Comparative Evaluation of the Efficacy of Herbal and Nonsteroidal Anti-inflammatory Arugs in the Treatment of Dysmenorrheal in Women with Female Reproductive Tract Congenital Anomalies Value in Health. — 2017. — ISPOR 6th Latin America Conference Abstracts, September 15-17, 2017, San Paolo, Brazil. — V. 20, № 9. — Р. 922. — N. Veresnyuk, V. Pyrohova, O. Piniazhko, M. Malachynska. (англ.)
- Role of hysteroscopy in evaluation of intrauterine pathology Congress Program &Abstracts. Vienna, Austria November 30—December 2, 2017. — N. Veresnyuk, V. Pyrohova, M. Malachynska. (англ.)
- Value of hysteroscopy in the treatment of congenital uterine anomalies Global Congress on Hysteroscopy. Barcelona, Spain. 30 April—3 May 2019. — V. Pyrohova, N. Veresnyuk, O. Korotash, M. Malachynska. (англ.)
- Пирогова В. І., Козловський І. В., Вереснюк Н. С., Малачинська М. Й. Ефективність застосування різних форм мікронізованого прогестерону під час лікування загрози аборту // Здоровье женщины. — 2017. — № 5 (121). — С. 42—45.
- Пирогова В. І., Вереснюк Н. С., Малачинська М. Й. Особливості спеціалізованої допомоги пацієнткам з аномаліями розвитку статевих органів в умовах «хірургії одного дня». Збірник наукових праць асоціації акушерів-гінекологів України. — 2018. — № 2 (42). — С. 44—51.
- Veresnyuk N. Pyrohova V., Misiura A., Malachynska M. Unicornuate uterus with functional rudimentary horn: clinical manifestations and diagnostic problems (clinical case). Збірник наукових праць асоціації акушерів-гінекологів України. — 2019. — № 1 (43). — С. 6—10.
- Малачинська М., Вереснюк Н. Вплив мікробіому на репродуктивну функцію жінки // Здоровье женщины. —2020. — № 5—6 (151—152). — С. 38—42.

## Додаткова інформація
- 2019 р. — пройшла курс освітньої програми для управлінців у сфері охорони здоров'я «Leaders for Health» за підтримки LvBS (УКУ), Світового банку та агенці Be-it Health. Виступ у форматі TEDx на заключній конференції (Київ)[1].
- 2017, 2018, 2019 рр. — навчання у Школі успішного медичного менеджера.
- 2016 рр. — пройшла практичний спеціалізований тренінг «Патологія ендометрію» (Польща, St. Raphael Hospital).
- 2016 р. — увійшла до рейтингу ТОП-50 успішних жінок Львівщини у номінації «Досягнення року»[2].
- 2011 р. — здобула спеціалізацію «Організація та управління охороною здоров'я».
- 2006 р. — здобула спеціалізацію «Ультразвукова діагностика».
- Член Української асоціації репродуктивної медицини;
- Член Європейської асоціації репродукції людини та ембріології.

## Нагороди, почесні звання та відзнаки
- 2014 р. — грамота Львівської обласної ради.
- 2015 р. — присвоєно почесне звання Заслуженого лікаря України[3].
- 2018 р. — грамота Верховної Ради України[4].
- 2019 р. — III місце у номінації Fertility Awards (Відень) на 35-му щорічному з'їзді Європейської асоціації репродукції людини та ембріології (ESHRE) за дослідження щодо впливу мелатоніну на овуляцію та якість ооцитів на етапі планування вагітності[5][6][7][8][9].